# 屈埃尔斯
屈埃尔斯（法語：Cuers，法語發音：[kɥɛʁs]）是法国普罗旺斯-阿尔卑斯-蓝色海岸大区瓦尔省的一个市镇，位于该省西南部，属于土伦区。

## 地名
该地名“Cuers”发音为[kɥɛʁs]，字母“s”发音，《世界地名译名词典》将其误译作“屈埃尔”。

## 地理
屈埃尔斯（43°14'15"N, 6°4'15"E）面积50.53 平方千米，位于法国普罗旺斯-阿尔卑斯-蓝色海岸大区瓦尔省，该省份为法国东南部沿海省份，北起上普罗旺斯阿尔卑斯省，西北角与沃克吕兹省接壤，西接罗讷河口省，南濒地中海，东临滨海阿尔卑斯省。
与屈埃尔斯接壤的市镇（或旧市镇、城区）包括：罗克巴龙、贝尔让捷、拉克罗、梅乌讷莱蒙里约、内乌勒、皮埃尔弗迪瓦尔、皮热维尔、索列斯蓬、索列斯图卡斯。
屈埃尔斯的时区为UTC+01:00、UTC+02:00（夏令时）。

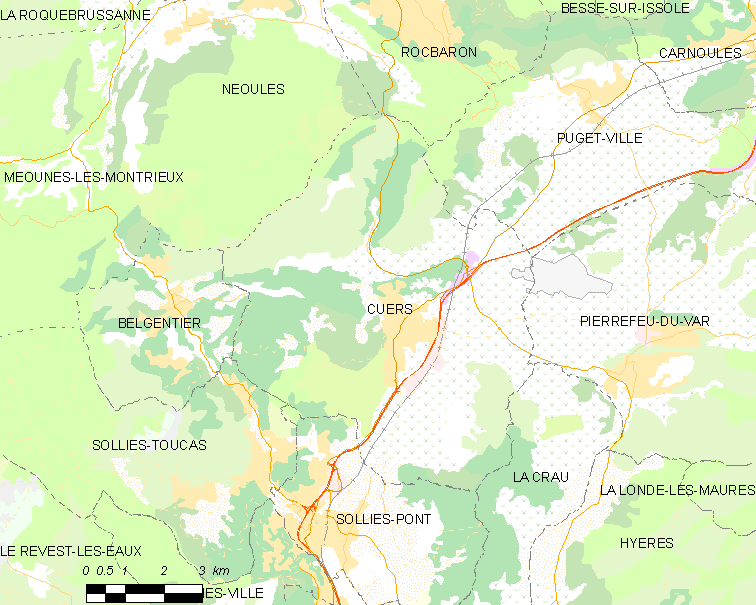
屈埃尔斯的OSM定位图

## 行政
屈埃尔斯的邮政编码为83390，INSEE市镇编码为83049。

## 政治
屈埃尔斯所属的省级选区为索列斯蓬县。

## 人口

1962-2008年间屈埃尔斯人口变化图示

屈埃尔斯于2022年1月1日时的人口数量为12841人。